# Bandera de Montagut i Oix
La bandera oficial de Montagut i Oix té la descripció següent:
Bandera apaïsada, de proporcions dos d'alt per tres de llarg, sembrada de creus gregues abscisses blanques, sis de les quals són completes, i dos pals juxtaposats, cadascun de gruix 1/6 de la llargària del drap: el primer, groc i a la vora de l'asta, i el segon, negre; les creus, de braços de gruix 1/9 de l'alçària del drap, situades dues a la vora superior, dues al centre i dues a la vora inferior, les primeres de dalt i de baix juxtaposades al pal negre.

## Història
L'Ajuntament va iniciar l'expedient d'adopció de la bandera el 14 de juliol de 2000, i aquesta va ser aprovada el 14 de novembre de 2005, i publicada en el DOGC núm. 4521 el 30 de novembre del mateix any.
La bandera està basada en l'escut heràldic de la localitat: adopta el fons vermell sembrat de creus gregues abscisses de color blanc, i transforma el castell i l'església de sable i el mont d'or en dos pals de color negre i groc, respectivament.